# 클레이 보리스
클레이 보리스(Clay Borris, 1950년 3월 31일 ~ )는 캐나다의 배우, 영화 감독, 각본가이다.
캠벨튼에서 태어났다.

## 영화
- 졸업 파티 4 (1992년)
- 포에버 나이트 (1989년)
- 고요의 땅 (1986년)
- 엘리게이터 슈즈 (1981년)